# Ліберія на літніх Олімпійських іграх 1972
Ліберія брала участь у літніх Олімпійських іграх 1972 року в Мюнхені вчетверте у своїй історії (пропустивши Літні Олімпійські ігри 1968), але не завоювала жодної медалі.

## Склад олімпійської збірної Ліберії

### Легка атлетика
Спортсменів — 5

#### Чоловіки
Чоловіки 100 м
- Ендрю Сартее

- Результат — 11.09 с (→ Завершив виступ)

Чоловіки 800 м
- Томас О'Браян Хоув

- Результат — 2:00.7 (→ Завершив виступ)

Чоловіки 1500 м
- Едвард Кар

- Результат — 4:21.4 (→ Завершив виступ)

Чоловіки 4×100 м. Естафета
- Ендрю Сартее, Томас О'Браян Хоув, Домінік Сайду та Томас Нма

- Результат — DNF (→ Завершив виступ)